# جيم ميلر (مغن مؤلف)
جيم ميلر (بالإنجليزية: Jim Miller)‏ هو مغن مؤلف أمريكي، ولد في 2 يوليو 1954.